# Caloplaca texana
Caloplaca texana är en lavart som beskrevs av Wetmore & Kärnefelt. Caloplaca texana ingår i släktet orangelavar och familjen Teloschistaceae.   Inga underarter finns listade i Catalogue of Life.